# (10847) Koch
(10847) Koch ist ein Asteroid des äußeren Hauptgürtels, der von dem deutschen Astronomen Freimut Börngen am 5. Januar 1995 am Observatorium Tautenburg (IAU-Code 033) im Thüringer Tautenburger Wald entdeckt wurde.
Der Asteroid gehört zur Eos-Familie, einer Gruppe von Asteroiden, welche typischerweise große Halbachsen von 2,95 bis 3,1 AE aufweisen, nach innen begrenzt von der Kirkwoodlücke der 7:3-Resonanz mit Jupiter, sowie Bahnneigungen zwischen 8° und 12°. Die Gruppe ist nach dem Asteroiden (221) Eos benannt. Es wird vermutet, dass die Familie vor mehr als einer Milliarde Jahren durch eine Kollision entstanden ist. Eos-Asteroiden haben normalerweise eine eher helle Oberfläche. Nach der SMASS-Klassifikation (Small Main-Belt Asteroid Spectroscopic Survey) wurde bei einer spektroskopischen Untersuchung von Gianluca Masi, Sergio Foglia und Richard P. Binzel bei (10847) Koch jedoch von einer dunklen Oberfläche ausgegangen, es könnte sich danach, grob gesehen, um einen C-Asteroiden handeln.
Die Bahn des Asteroiden wurde 1999 gesichert, so dass eine Nummerierung vergeben werden konnte. (10847) Koch wurde am 24. Januar 2000 auf Vorschlag von Freimut Börngen nach dem deutschen Mediziner und Mikrobiologen Robert Koch benannt. Koch war neben Louis Pasteur der Begründer der modernen Bakteriologie und Mikrobiologie und erhielt 1905 den Nobelpreis für Physiologie oder Medizin „für seine Untersuchungen und Entdeckungen auf dem Gebiet der Tuberkulose“. Nach Pasteur war schon 1991 ein Asteroid des mittleren Hauptgürtels benannt worden, (4804) Pasteur, und nach Robert Koch 1970 ein Mondkrater der südlichen Mondhemisphäre, Mondkrater Koch.